# Aimer La Vie
Aimer La Vie es un álbum de 1978 de Julio Iglesias, la versión francesa de A mis 33 años. Fue lanzado con el sello CBS.

## Lista de canciones
Cara A
1. Aimer La Vie (Soy Un Truhan Soy Un Señor) 3:14
2. Une Chanson Sentimentale (Un Gorrión Sentimental) 3:45
3. Ne T'En Va Pas Je T'Aime (Si Mi Lasci Non Vale) 2:25
4. Amigo (Gavilán o Paloma) 4:33
5. Tendre Voleur (Goodbye A Modo Mío) 3:40

Cara B
1. Le Monde Est Fou, Le Monde Est Beau (A Veces Tú, A Veces Yo) 2:56
2. A La Croisée Des Chemins (Seguiré Mi Camino) 3:15
3. Mes Trente Trois Ans (33 Años) 3:48
4. J'Ai Besoin De Toi (Cada Día Mas) 3:11
5. Stai (Limelight) 5:01

## Categorías
- Datos: Q106382776